# Gongi-Boy
Gongi-Boy è una canzone di Cesare Cremonini. È il quinto ed ultimo singolo estratto dall'album Bagus, ed è stato pubblicato il 17 novembre 2003.
Il brano inizialmente non faceva parte dell'album ma in seguito è stato inserito nell'edizione speciale di Bagus uscita nell'autunno del 2003.
Una nuova parte del brano, chiamata Gongi-Boy #2, è stata inserita nel secondo album da solista di Cremonini, Maggese.

## Il singolo
Il singolo è entrato nella classifica dei singoli più venduti in Italia alla posizione numero 18. Il singolo è rimasto in classifica due mesi, raggiungendo la posizione #10.

## Tracce
1. Gongi-Boy
2. 50 cieli
3. Banjoballo #1 (Balle di fieno nella città degli stolti)

## Classifiche
| Classifica (2003) | Posizione massima |
| ----------------- | ----------------- |
| Italia            | 10                |